# FIA-Formel-2-Rennwochenende in Aserbaidschan 2024
Das FIA-Formel-2-Rennwochenende in Aserbaidschan 2024 war der zwölfte Lauf der FIA-Formel-2-Meisterschaft 2024 und fand vom 13. bis 15. September auf dem Baku City Circuit in Baku statt.

## Meldeliste
Alle Teams und Fahrer verwendeten das Dallara-Chassis F2 2024, 3,4-Liter-V634-Turbomotoren von Renault-Mecachrome und Reifen von Pirelli.
| Team                  | Nr. | Fahrer                | Chassis         | Motor             | Reifen |
| --------------------- | --- | --------------------- | --------------- | ----------------- | ------ |
| ART Grand Prix        | 01  | Victor Martins        | Dallara F2 2024 | Mecachrome 3.4 V6 | P      |
| ART Grand Prix        | 02  | Luke Browning         | Dallara F2 2024 | Mecachrome 3.4 V6 | P      |
| Prema Racing          | 03  | Gabriele Minì         | Dallara F2 2024 | Mecachrome 3.4 V6 | P      |
| Prema Racing          | 04  | Andrea Kimi Antonelli | Dallara F2 2024 | Mecachrome 3.4 V6 | P      |
| Rodin Motorsport      | 05  | Zane Maloney          | Dallara F2 2024 | Mecachrome 3.4 V6 | P      |
| Rodin Motorsport      | 06  | Ritomo Miyata         | Dallara F2 2024 | Mecachrome 3.4 V6 | P      |
| DAMS Lucas Oil        | 07  | Jak Crawford          | Dallara F2 2024 | Mecachrome 3.4 V6 | P      |
| DAMS Lucas Oil        | 08  | Juan Manuel Correa    | Dallara F2 2024 | Mecachrome 3.4 V6 | P      |
| Invicta Racing        | 09  | Kush Maini            | Dallara F2 2024 | Mecachrome 3.4 V6 | P      |
| Invicta Racing        | 10  | Gabriel Bortoleto     | Dallara F2 2024 | Mecachrome 3.4 V6 | P      |
| MP Motorsport         | 11  | Dennis Hauger         | Dallara F2 2024 | Mecachrome 3.4 V6 | P      |
| MP Motorsport         | 12  | Oliver Goethe         | Dallara F2 2024 | Mecachrome 3.4 V6 | P      |
| Van Amersfoort Racing | 14  | Enzo Fittipaldi       | Dallara F2 2024 | Mecachrome 3.4 V6 | P      |
| Van Amersfoort Racing | 15  | Rafael Villagómez     | Dallara F2 2024 | Mecachrome 3.4 V6 | P      |
| Hitech Pulse-Eight    | 16  | Amaury Cordeel        | Dallara F2 2024 | Mecachrome 3.4 V6 | P      |
| Hitech Pulse-Eight    | 17  | Paul Aron             | Dallara F2 2024 | Mecachrome 3.4 V6 | P      |
| Campos Racing         | 20  | Isack Hadjar          | Dallara F2 2024 | Mecachrome 3.4 V6 | P      |
| Campos Racing         | 21  | Josep Maria Martí     | Dallara F2 2024 | Mecachrome 3.4 V6 | P      |
| Trident               | 22  | Richard Verschoor     | Dallara F2 2024 | Mecachrome 3.4 V6 | P      |
| Trident               | 23  | Christian Mansell     | Dallara F2 2024 | Mecachrome 3.4 V6 | P      |
| AIX Racing            | 24  | Joshua Dürksen        | Dallara F2 2024 | Mecachrome 3.4 V6 | P      |
| AIX Racing            | 25  | Niels Koolen          | Dallara F2 2024 | Mecachrome 3.4 V6 | P      |

## Klassifikationen

### Qualifying
| Pos.                                                                                     | Fahrer                | Team                  | Zeit     | SPR | HAU |
| ---------------------------------------------------------------------------------------- | --------------------- | --------------------- | -------- | --- | --- |
| 01                                                                                       | Richard Verschoor     | Trident               | 1:54,857 | 10  | 01  |
| 02                                                                                       | Andrea Kimi Antonelli | Prema Racing          | 1:54,874 | 09  | 02  |
| 03                                                                                       | Victor Martins        | ART Grand Prix        | 1:55,102 | 08  | 03  |
| 04                                                                                       | Zane Maloney          | Rodin Motorsport      | 1:55,128 | 07  | 04  |
| 05                                                                                       | Kush Maini            | Invicta Racing        | 1:55,174 | 06  | 05  |
| 06                                                                                       | Gabriel Bortoleto     | Invicta Racing        | 1:55,330 | 05  | 06  |
| 07                                                                                       | Joshua Dürksen        | AIX Racing            | 1:55,331 | 04  | 07  |
| 08                                                                                       | Gabriele Minì         | Prema Racing          | 1:55,442 | 03  | 08  |
| 09                                                                                       | Jak Crawford          | DAMS Lucas Oil        | 1:55,634 | 02  | 09  |
| 10                                                                                       | Christian Mansell     | Trident               | 1:55,645 | 01  | 10  |
| 11                                                                                       | Luke Browning         | ART Grand Prix        | 1:55,724 | 11  | 11  |
| 12                                                                                       | Paul Aron             | Hitech Pulse-Eight    | 1:55,938 | 12  | 12  |
| 13                                                                                       | Dennis Hauger         | MP Motorsport         | 1:56,136 | 13  | 13  |
| 14                                                                                       | Juan Manuel Correa    | DAMS Lucas Oil        | 1:45,253 | 14  | 14  |
| 15                                                                                       | Enzo Fittipaldi       | Van Amersfoort Racing | 1:56,686 | 15  | 15  |
| 16                                                                                       | Ritomo Miyata         | Rodin Motorsport      | 1:56,696 | 16  | 16  |
| 17                                                                                       | Oliver Goethe         | MP Motorsport         | 1:56,708 | 17  | 17  |
| 18                                                                                       | Amaury Cordeel        | Hitech Pulse-Eight    | 1:56,711 | 18  | 18  |
| 19                                                                                       | Rafael Villagómez     | Van Amersfoort Racing | 1:56,887 | 19  | 19  |
| 20                                                                                       | Isack Hadjar          | Campos Racing         | 1:56,893 | 20  | 20  |
| 21                                                                                       | Josep Maria Martí     | Campos Racing         | 1:57,218 | 21  | 21  |
| 22                                                                                       | Niels Koolen          | AIX Racing            | 2:01,644 | 22  | 22  |
| 107-Prozent-Zeit: 2:02,897 min (bezogen auf die Pole-Position-Bestzeit von 1:54,857 min) |                       |                       |          |     |     |
| Quelle:                                                                                  |                       |                       |          |     |     |

Anmerkungen
1. ↑  Isack Hadjar setzte die 15. schnellste Qualifying-Zeit, allerdings wurde seine schnellste Rundenzeit nachträglich gestrichen (Verursachung einer roten Flagge); seine zweitschnellste Zeit qualifizierte ihn für Platz 20.

### Sprintrennen
| Pos.                                                                           | Fahrer                | Team                  | Runden | Zeit       | Start | Schnellste Runde |
| ------------------------------------------------------------------------------ | --------------------- | --------------------- | ------ | ---------- | ----- | ---------------- |
| 01                                                                             | Joshua Dürksen        | AIX Racing            | 21     | 44:00,116  | 04    | 1:56,821 (20.)   |
| 02                                                                             | Jak Crawford          | DAMS Lucas Oil        | 21     | + 3,444    | 02    | 1:57,406 (19.)   |
| 03                                                                             | Gabriele Minì         | Prema Racing          | 21     | + 4,579    | 03    | 1:57,422 (30.)   |
| 04                                                                             | Victor Martins        | ART Grand Prix        | 21     | + 4,599    | 08    | 1:57,029 (20.)   |
| 05                                                                             | Gabriel Bortoleto     | Invicta Racing        | 21     | + 7,807    | 05    | 1:57,489 (05.)   |
| 06                                                                             | Paul Aron             | Hitech Pulse-Eight    | 21     | + 8,793    | 12    | 1:57,426 (20.)   |
| 07                                                                             | Andrea Kimi Antonelli | Prema Racing          | 21     | + 9,293    | 09    | 1:56,883 (20.)   |
| 08                                                                             | Christian Mansell     | Trident               | 21     | + 13,436   | 01    | 1:57,572 (10.)   |
| 09                                                                             | Kush Maini            | Invicta Racing        | 21     | + 15,013   | 06    | 1:57,953 (03.)   |
| 10                                                                             | Zane Maloney          | Rodin Motorsport      | 21     | + 15,515   | 07    | 1:57,834 (03.)   |
| 11                                                                             | Luke Browning         | ART Grand Prix        | 21     | + 15,740   | 11    | 1:57,399 (05.)   |
| 12                                                                             | Isack Hadjar          | Campos Racing         | 21     | + 16,208   | 20    | 1:57,512 (09.)   |
| 13                                                                             | Enzo Fittipaldi       | Van Amersfoort Racing | 21     | + 17,065   | 15    | 1:57,047 (13.)   |
| 14                                                                             | Dennis Hauger         | MP Motorsport         | 21     | + 17,094   | 13    | 1:57,481 (09.)   |
| 15                                                                             | Juan Manuel Correa    | DAMS Lucas Oil        | 21     | + 18,039   | 14    | 1:57,644 (11.)   |
| 16                                                                             | Rafael Villagómez     | Van Amersfoort Racing | 21     | + 20,637   | 19    | 1:58,057 (20.)   |
| 17                                                                             | Richard Verschoor     | Trident               | 21     | + 22,828   | 10    | 1:56,629 (13.)   |
| 18                                                                             | Amaury Cordeel        | Hitech Pulse-Eight    | 21     | + 47,405   | 18    | 1:57,908 (21.)   |
| 19                                                                             | Josep Maria Martí     | Campos Racing         | 21     | + 52,191   | 21    | 1:57,908 (10.)   |
| 20                                                                             | Niels Koolen          | AIX Racing            | 21     | + 56,243   | 22    | 2:01,804 (21.)   |
| 21                                                                             | Oliver Goethe         | MP Motorsport         | 21     | + 1:02,954 | 17    | 1:57,877 (11.)   |
| –                                                                              | Ritomo Miyata         | Rodin Motorsport      | 14     | DNF        | 16    | 1:57,530 (10.)   |
| Schnellste Rennrunde, die für Punkte berechtigt ist: Joshua Dürksen (1:56,821) |                       |                       |        |            |       |                  |
| Quelle:                                                                        |                       |                       |        |            |       |                  |

Anmerkungen
1. ↑  Oliver Goethe erhielt eine Fünf-Sekunden-Strafe (Verursachung eines Unfalles), die auf die Endzeit aufaddiert wurde; er verlor eine Position im Endresultat.

### Hauptrennen
| Pos.                                                                              | Fahrer                | Team                  | Runden | Zeit        | Start | Schnellste Runde |
| --------------------------------------------------------------------------------- | --------------------- | --------------------- | ------ | ----------- | ----- | ---------------- |
| 01                                                                                | Richard Verschoor     | Trident               | 17     | 1:10:08,415 | 01    | 1:56,743 (15.)   |
| 02                                                                                | Victor Martins        | ART Grand Prix        | 17     | + 0,333     | 03    | 1:56,867 (15.)   |
| 03                                                                                | Andrea Kimi Antonelli | Prema Racing          | 17     | + 0,567     | 02    | 1:57,072 (14.)   |
| 04                                                                                | Gabriel Bortoleto     | Invicta Racing        | 17     | + 0,819     | 06    | 1:56,417 (15.)   |
| 05                                                                                | Joshua Dürksen        | AIX Racing            | 17     | + 1,002     | 07    | 1:57,078 (14.)   |
| 06                                                                                | Paul Aron             | Hitech Pulse-Eight    | 17     | + 1,212     | 12    | 1:57,133 (14.)   |
| 07                                                                                | Luke Browning         | ART Grand Prix        | 17     | + 1,351     | 11    | 1:57,362 (15.)   |
| 08                                                                                | Jak Crawford          | DAMS Lucas Oil        | 17     | + 1,468     | 09    | 1:57,057 (14.)   |
| 09                                                                                | Dennis Hauger         | MP Motorsport         | 17     | + 1,910     | 13    | 1:57,207 (14.)   |
| 10                                                                                | Christian Mansell     | Trident               | 17     | + 2,163     | 10    | 1:57,554 (14.)   |
| 11                                                                                | Enzo Fittipaldi       | Van Amersfoort Racing | 17     | + 2,653     | 15    | 1:57,577 (14.)   |
| 12                                                                                | Amaury Cordeel        | Hitech Pulse-Eight    | 17     | + 3,348     | 18    | 1:57,239 (11.)   |
| 13                                                                                | Ritomo Miyata         | Rodin Motorsport      | 17     | + 3,391     | 16    | 1:58,805 (14.)   |
| 14                                                                                | Isack Hadjar          | Campos Racing         | 17     | + 4,127     | 20    | 1:58,299 (07.)   |
| 15                                                                                | Zane Maloney          | Rodin Motorsport      | 17     | + 42,182    | 04    | 1:57,772 (06.)   |
| –                                                                                 | Gabriele Minì         | Prema Racing          | 14     | DNF         | 08    | 1:56,692 (14.)   |
| –                                                                                 | Juan Manuel Correa    | DAMS Lucas Oil        | 05     | DNF         | 14    | 2:00,766 (05.)   |
| –                                                                                 | Oliver Goethe         | MP Motorsport         | 0      | DNF         | 17    | keine Zeit       |
| –                                                                                 | Rafael Villagómez     | Van Amersfoort Racing | 0      | DNF         | 19    | keine Zeit       |
| –                                                                                 | Josep Maria Martí     | Campos Racing         | 0      | DNF         | 21    | keine Zeit       |
| –                                                                                 | Niels Koolen          | AIX Racing            | 0      | DNF         | 22    | keine Zeit       |
| –                                                                                 | Kush Maini            | Invicta Racing        | 0      | DSQ         | 05    | keine Zeit       |
| Schnellste Rennrunde, die für Punkte berechtigt ist: Gabriel Bortoleto (1:56,417) |                       |                       |        |             |       |                  |
| Quelle:                                                                           |                       |                       |        |             |       |                  |

Anmerkungen
1. ↑  Kush Maini schied im Rennen aus, wurde aber aufgrund eines technischen Verstoßes (nicht aktiviertes Start-Systemprozedere zu Rennstart) nachträglich disqualifiziert.

## Meisterschafts-Stände nach dem Rennwochenende
Beim Hauptrennen (HAU) bekamen die ersten Zehn des Rennens 25, 18, 15, 12, 10, 8, 6, 4, 2 bzw. 1 Punkt(e). Beim Sprintrennen (SPR) erhielten die ersten Acht des Rennens 10, 8, 6, 5, 4, 3, 2 bzw. 1 Punkt(e). Die zusätzlichen zwei Punkte für die Pole-Position im Hauptrennen gingen an Richard Verschoor, der Extrapunkt für die schnellste Rennrunde wurde an Gabriel Bortoleto (HAU) sowie Joshua Dürksen (SPR) vergeben.

### Fahrerwertung
| Pos. | Fahrer                | Team                  | Punkte |
| ---- | --------------------- | --------------------- | ------ |
| 01   | Gabriel Bortoleto     | Invicta Racing        | 169,5  |
| 02   | Isack Hadjar          | Campos Racing         | 165,5  |
| 03   | Zane Maloney          | Rodin Motorsport      | 135,5  |
| 04   | Paul Aron             | Hitech Pulse-Eight    | 133,5  |
| 05   | Jak Crawford          | DAMS Lucas Oil        | 116,5  |
| 06   | Andrea Kimi Antonelli | Prema Racing          | 113,5  |
| 07   | Franco Colapinto      | MP Motorsport         | 96,5   |
| 08   | Victor Martins        | ART Grand Prix        | 93,5   |
| 09   | Dennis Hauger         | MP Motorsport         | 85,5   |
| 10   | Richard Verschoor     | Trident               | 81,5   |
| 11   | Kush Maini            | Invicta Racing        | 74,5   |
| 12   | Enzo Fittipaldi       | Van Amersfoort Racing | 61,5   |
| 13   | Joshua Dürksen        | AIX Racing            | 61,5   |
| 14   | Zak O’Sullivan        | ART Grand Prix        | 59,5   |

| Pos. | Fahrer             | Team                  | Punkte |
| ---- | ------------------ | --------------------- | ------ |
| 15   | Oliver Bearman     | Prema Racing          | 50,5   |
| 16   | Josep Maria Martí  | Campos Racing         | 43,5   |
| 17   | Juan Manuel Correa | DAMS Lucas Oil        | 31,5   |
| 18   | Amaury Cordeel     | Hitech Pulse-Eight    | 29,5   |
| 19   | Ritomo Miyata      | Rodin Motorsport      | 29,5   |
| 20   | Taylor Barnard     | AIX Racing            | 18,5   |
| 21   | Roman Staněk       | Trident               | 14,5   |
| 22   | Rafael Villagómez  | Van Amersfoort Racing | 13,5   |
| 23   | Gabriele Minì      | Prema Racing          | 6,5    |
| 24   | Luke Browning      | ART Grand Prix        | 4,5    |
| 25   | Christian Mansell  | Trident               | 2,5    |
| 26   | Oliver Goethe      | MP Motorsport         | 0,5    |
| 27   | Niels Koolen       | AIX Racing            | 0,5    |

### Teamwertung
| Pos. | Konstrukteur       | Punkte |
| ---- | ------------------ | ------ |
| 01   | Invicta Racing     | 243,5  |
| 02   | Campos Racing      | 208,5  |
| 03   | MP Motorsport      | 181,5  |
| 04   | Prema Racing       | 169,5  |
| 05   | Rodin Motorsport   | 164,5  |
| 06   | Hitech Pulse-Eight | 162,5  |

| Pos. | Konstrukteur          | Punkte |
| ---- | --------------------- | ------ |
| 07   | ART Grand Prix        | 156,5  |
| 08   | DAMS Lucas Oil        | 147,5  |
| 09   | Trident Racing        | 97,5   |
| 10   | AIX Racing            | 79,5   |
| 11   | Van Amersfoort Racing | 74,5   |